# トリクラベンダゾール
トリクラベンダゾール（Triclabendazole、商用名：Fasinex）は、ベンゾイミダゾール系駆虫剤の一つ。ベンゾイミダゾール薬は一般に分子構造が類似しているが、トリクラベンダゾールは例外で塩化ベンゼン環は含むがカルバモイル基は持たない。
トリクラベンダゾールは肝吸虫に対して高い効力を発揮する。線虫に対しては無効である。
トリクラベンダゾールのようなベンゾイミダゾールはβチューブリンと結合し、微小管に重合するのを妨げる。